# جبل العدن (ذي السفال)

تعديل مصدري - تعديل

جبل العدن محلة تابعة لقرية ذي عريم، التابعة لعزلة ذي الحود ومعاين بمديرية ذي السفال إحدى مديريات محافظة إب في الجمهورية اليمنية، بلغ تعداد سكانها 50 حسب تعداد اليمن لعام 2004.